# Лінкольн-Парк (Пенсільванія)
Лінкольн-Парк (англ. Lincoln Park) — переписна місцевість (CDP) в США, в окрузі Беркс штату Пенсільванія. Населення — 1736 осіб (2020).

## Географія
Лінкольн-Парк розташований за координатами 40°18′53″ пн. ш. 75°59′18″ зх. д. / 40.31472° пн. ш. 75.98833° зх. д. (40.314622, -75.988469).  За даними Бюро перепису населення США в 2010 році переписна місцевість мала площу 0,81 км², уся площа — суходіл.

## Демографія
Згідно з переписом 2010 року, у переписній місцевості мешкало 1615 осіб у 734 домогосподарствах у складі 440 родин. Густота населення становила 1986 осіб/км².  Було 765 помешкань (941/км²).
Расовий склад населення:
| - 90,3 % — білих - 3,0 % — чорних або афроамериканців - 1,9 % — азіатів - 0,1 % — вихідців з тихоокеанських островів - 3,0 % — осіб інших рас |

До двох чи більше рас належало 1,7 %. Частка іспаномовних становила 7,4 % від усіх жителів.
За віковим діапазоном населення розподілялося таким чином: 19,3 % — особи молодші 18 років, 63,2 % — особи у віці 18—64 років, 17,5 % — особи у віці 65 років та старші. Медіана віку мешканця становила 39,7 року. На 100 осіб жіночої статі у переписній місцевості припадало 91,6 чоловіків;  на 100 жінок у віці від 18 років та старших — 89,7 чоловіків також старших 18 років.
Середній дохід на одне домашнє господарство  становив 66 925 доларів США (медіана — 56 250), а середній дохід на одну сім'ю — 79 238 доларів (медіана — 78 420). За межею бідності перебувало 2,2 % осіб, у тому числі 0,0 % дітей у віці до 18 років та 0,0 % осіб у віці 65 років та старших.
Цивільне працевлаштоване населення становило 834 особи. Основні галузі зайнятості: освіта, охорона здоров'я та соціальна допомога — 28,1 %, фінанси, страхування та нерухомість — 15,8 %, роздрібна торгівля — 14,0 %.